# Zhejiang Professional Football Club
Maillots
Actualités
Le Zhejiang Energy Greentown Football Club (en chinois : 浙江绿城足球俱乐部), plus couramment abrégé en Zhejiang Energy Greentown, est un club chinois de football fondé en 1998 et basé dans la ville de Hangzhou, dans la province du Zhejiang.

## Histoire
Le 24 novembre 2014, Philippe Troussier signe un contrat afin d’entraîner l'équipe de Hangzhou Greentown FC club évoluant en Chinese Super League. Le premier objectif du technicien français sera de conforter l'équipe première dans l'élite chinoise avant d'en faire un prétendant aux places d'honneur grâce à un effectif qui compte plusieurs internationaux olympiques chinois.

## Bilan sportif

### Palmarès
| Compétitions nationales                                 |
| ------------------------------------------------------- |
| - Championnat de Chine D2 (1) : - Vice-champion : 2006. |

## Personnalités du club

### Présidents du club
- Bao Zhongliang

### Entraîneurs du club
| - Bao Yingfu (1999 - 2000) - Gu Mingchang (2001) - Wang Changtai (2001) - Goran Kalušević (2001) - Wang Changtai (2001) - Bob Houghton (2002 - 2003) - Li Bing (2003 - 2004) | - Wang Zheng (2004 - 2007) - Zhou Suian (15 mai 2007 - 2007) - Sun Wei (2008) - Zhou Suian (2008 - 20 septembre 2009) - Wu Jingui (20 septembre 2009 - 31 décembre 2011) - Takeshi Okada (15 décembre 2011 - 5 novembre 2013) - Yang Ji (5 novembre 2013 - 2 décembre 2014) | - Philippe Troussier (2 décembre 2014 - 1er juillet 2015) - Yang Ji (1er juillet 2015 - 17 décembre 2015) - Hong Myung-bo (17 décembre 2015 - 25 mai 2017) - Zdravko Zdravkov (25 mai 2017 - 26 novembre 2017) - Sergi Barjuán (26 novembre 2017 - 3 juillet 2019) - Zheng Xiong (3 juillet 2019 - ) |

## Galerie

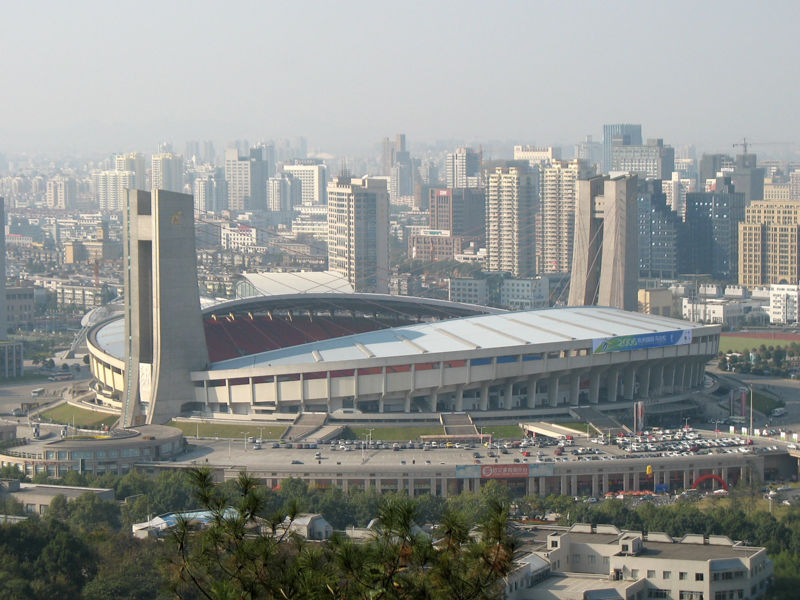
Le stade du Dragon de Hangzhou